# Stadtgraben (Düsseldorf)

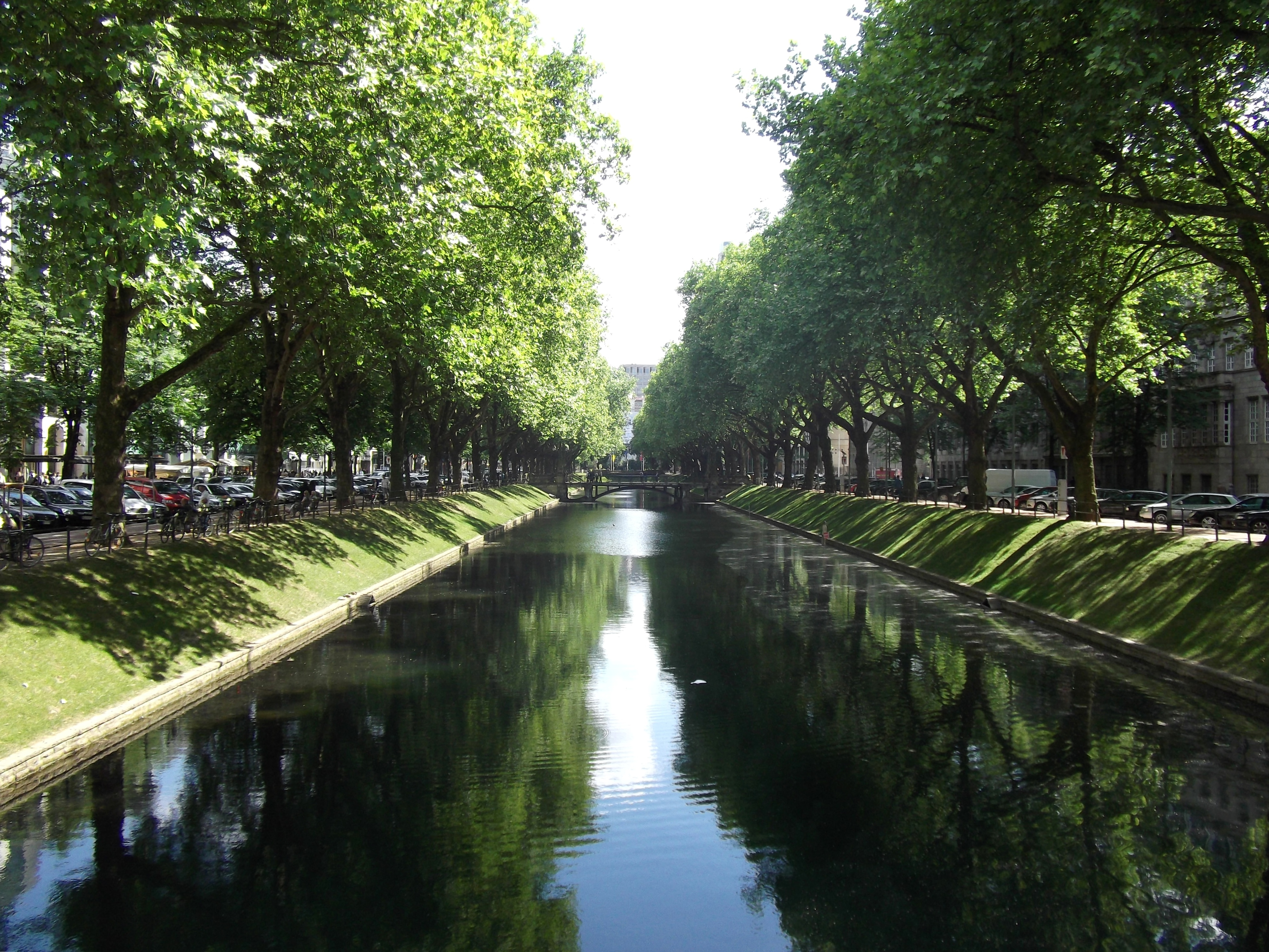
Stadtgraben und Königsallee

Der Stadtgraben (auch Kö-Graben) ist ein Gewässer in Düsseldorf-Stadtmitte, welches die Königsallee in zwei Seiten teilt. Für die Überquerung sind drei Brücken vorhanden. Die ursprünglich in diesem Bereich liegenden Schutzgewässer vor den östlichen Festungsanlagen Düsseldorfs wurden nach der Schleifung ab 1802 zu diesem Graben umgebaut. Seine Abmessungen sind: Breite: 32 Meter, Tiefe: 5 Meter und Länge: 580 Meter.

## Lage

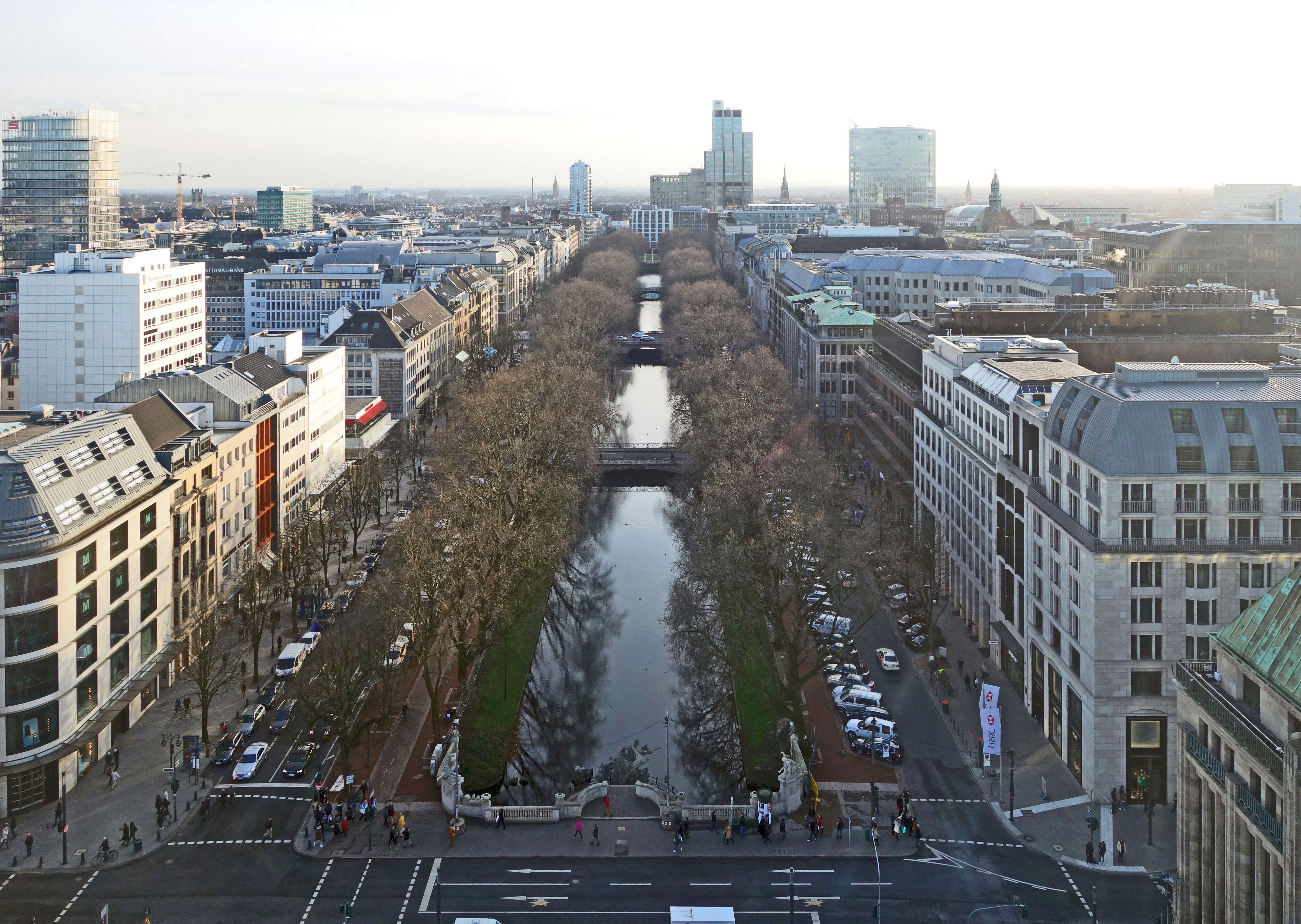
Ansicht des Stadtgrabens aus Vogelperspektive von Norden, 2016

Das Gewässer liegt im Zentrum von Düsseldorf östlich von der Altstadt und der Carlstadt. Nördlich endet der Stadtgraben im Tritonenbrunnen an der Theodor-Körner-Straße mit dem Corneliusplatz und im Süden in Höhe der Bahnstraße am Graf-Adolf-Platz vor dem kleinen Park Blumengarten. Für die Wassereinspeisung ist der Graben sowohl über die Landskrone mit der Nördlichen Düssel wie auch über den Schwanenspiegel mit der Südlichen Düssel verbunden. Im Stadtplan von 1854 ist ersichtlich, dass der offene Graben ursprünglich bis in den Bereich des aktuellen Graf-Adolf-Platzes führte. Erst als man in diesem Gebiet die Eisenbahnstrecke vom um 1840 errichteten Bahnhof der Düsseldorf-Elberfelder Eisenbahn bis zum neuen Endbahnhof „Rheinknie“ verlängerte, wurde dieses südliche Ende des Grabens in einen unterirdischen Kanal verlegt.

## Geschichte

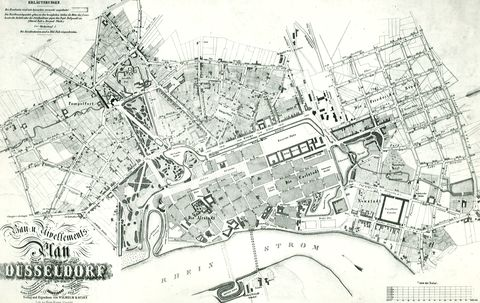
Stadtplan 1854 / Bau- und Nivellements-Plan über die Erweiterung der Stadt Düsseldorf

Nach Art. VI des Friedens von Lunéville durfte die Festung Düsseldorf nach einer Räumung durch die französischen Besatzer nicht wieder ertüchtigt werden. Ab 1802 wurden die noch von den abziehenden Franzosen gesprengten Festungsbauwerke abgetragen und die vorhandenen Schutzgewässer teilweise mit dem dabei anfallenden Bauschutt aufgefüllt. Bis 1805 wurden als Erstes weite Teile des Neuen Hofgartens und die „Hofgartenstraße“ angelegt. Gleichzeitig entstand im Osten der alten Kernstadt eine „Allee außerhalb der Stadt“. Die dort vor dieser neuen Allee liegenden Schutzgewässer wurden in einen breiten und tiefen „Graben“ umgebaut, der „Stadtgraben“ genannt wurde.
Die ersten Pläne für die neuen Anlagen stammten unter der Leitung von Hofrat Georg Arnold Jacobi (1768–1845) von Hofbaumeister Kaspar Anton Huschberger und dem Wasserbaumeister Christian Wilhelm Gottlieb Bauer. Ab 1803 kam noch der Gartenbaumeister Maximilian Friedrich Weyhe hinzu, der für die Parkbereiche zuständig war. Um 1806 wurde Huschberger durch Adolph von Vagedes ersetzt. Letzterer war durch Hofrat Jacobi nach Düsseldorf berufen worden.
Als 1806 König Maximilian I. das Herzogtum Berg an Frankreich abtrat, wurde die Umgestaltung des ehemaligen Festungsbereichs nicht beendet, sondern durch Erhöhung der hierfür zur Verfügung stehenden Gelder noch intensiviert. Unter den Franzosen wurde ab 1811 Georg Arnold Jacobi wieder Leiter der Kommission für den Umbau der Festungsanlagen.
Die Umbauarbeiten kamen bei Zusammenbruch des französischen Kaiserreichs ab 1813 zwangsläufig zu einem vorläufigen Ende. Während der ersten Zeit nach dem Machtverlust der Franzosen wurden die verfügbaren finanziellen Mittel zuerst für den weiteren Krieg gegen Napoleon benötigt. Danach waren unter den Preußen durch den Bedeutungsverlust für Düsseldorf, die Stadt war ab 1816 keine Landes- oder Provinzhauptstadt mehr, die finanziellen Mittel weiterhin begrenzt und die Ernährungskrise von 1816/17 verschlimmerte noch die Situation. Erst langsam nach Mitte der 1810er Jahre wurde deshalb wieder erneut mit den Planungen für die weiteren Baumaßnahmen im ehemaligen Festungsbereich begonnen.

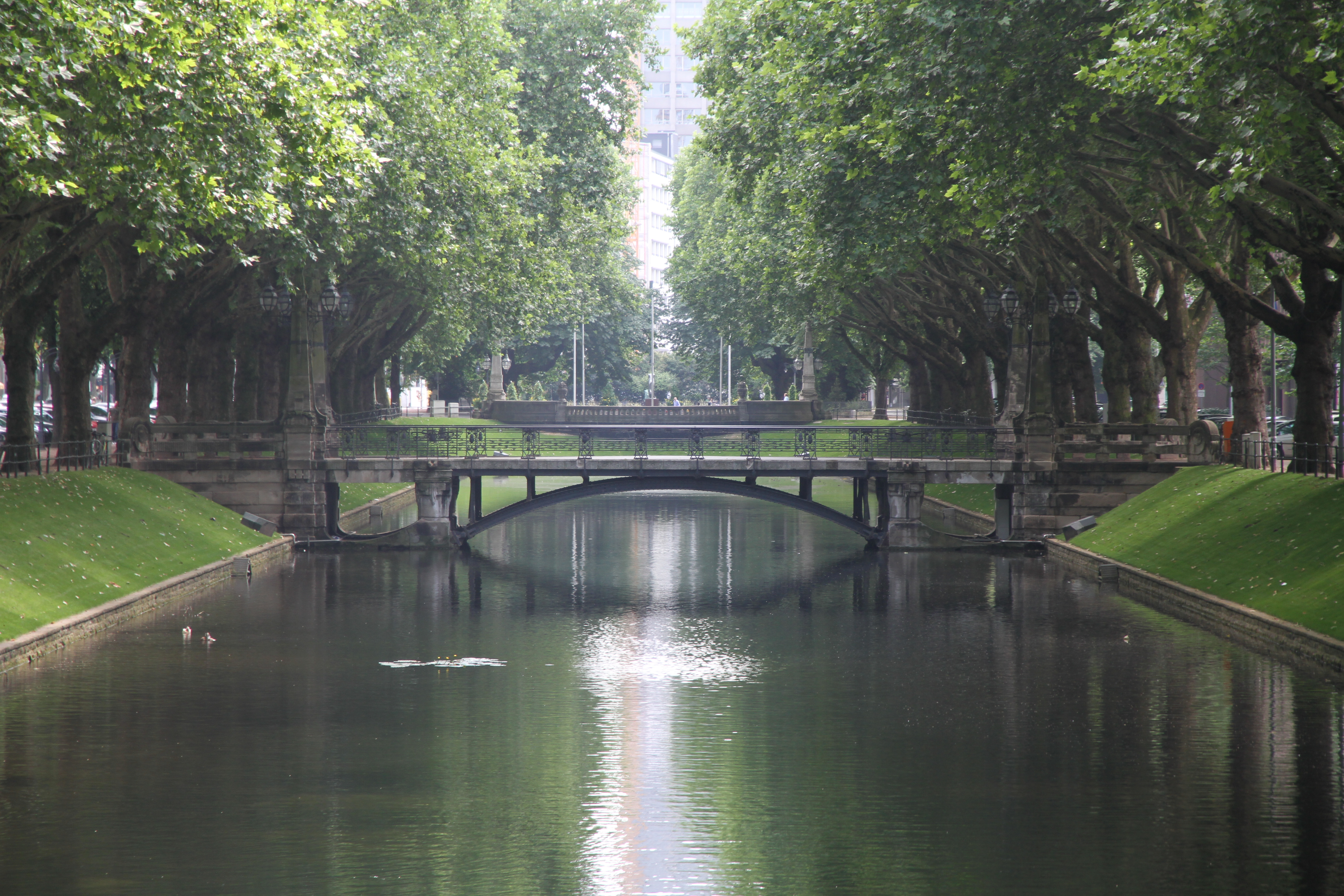
Blick auf Fußgängerbrücke und südliches Ende des Stadtgrabens

Unter Federführung von Maximilian Friedrich Weyhe und dem Stadtplaner Adolph von Vagedes wurde die bereits ab 1802 in Grundzügen entwickelte alte Planung fortentwickelt. Im Detail wurde bis 1819 ein Ring von Parkanlagen mit eingelagerten Teichen um die ehemalige Festungsstadt geplant. Die für den Anschluss dieser Parkanlagen an Stadt und Umland erforderlichen Straßenanpassungen waren ebenfalls Bestandteil des Planes.
Der Gesamtplan enthielt viele Vorschläge von Adolph von Vagedes, der 1816 zum Regierungsrat in der Bezirksregierung Düsseldorf ernannt worden war. Nicht alle seiner Vorschläge wurden später ausgeführt, jedoch hat er die Entwicklung der Stadt in den ersten Jahrzehnten des 19. Jahrhunderts stark beeinflusst. Viele Ideen eines Englischen Landschaftsgartens von Maximilian Friedrich Weyhe wurden dagegen realisiert. Die alte Kernstadt sollte weitgehend von zusammenhängenden Parks mit den eingelagerten Gewässern Landskrone, „Stadtgraben“, Kaiserteich, Schwanenspiegel und Spee’scher Graben umgeben werden.
Bindeglied zwischen Hofgarten und den geplanten Parkanlagen im Süden der Stadt war die auf der östlichen Seite vom Stadtgraben liegende „Allee außerhalb der Stadt“. Diese „Allee“ wurde nach mehreren Namensänderungen Mitte des 19. Jahrhunderts in Königsallee umbenannt. Erst Anfang des 20. Jahrhunderts wurde die westlich vom Stadtgraben liegende Canalstraße bis zum heutigen Graf-Adolf-Platz verlängert und ebenfalls alleeartig ausgebaut. Bis Ende des 19. Jahrhunderts lag hier südlich ab der Benrather Straße das große Kasernengelände mit Exerzierplatz. Östliche Grenze des Exerzierplatzes war der Stadtgraben. Nachdem die Kasernen nach 1900 abgerissen und der Exerzierplatz verlegt worden war, wurde ab 1905 für beide Seiten des Stadtgrabens der Name Königsallee verwendet.
Der Entwicklungsplan wurde nach vielen Diskussionen und den dadurch sich ergebenden Änderungen am 4. Juni 1831 von der preußischen Regierung in Berlin per Kabinetts-Order genehmigt. Die Genehmigung betraf den gesamten ehemaligen Festungsbereich ab Sicherheitshafen im Norden der Stadt. Weiterhin waren auch Veränderungen im Bereich der alten Kernstadt und dem Rheinufer enthalten. Soweit privates Eigentum betroffen war, wurden die Besitzer verpflichtet die Ausführung nicht zu verhindern. Hierdurch wurde Düsseldorf bis Mitte des 19. Jahrhunderts zu einer Stadt, die auf der Landseite von einem Grüngürtel mit eingebetteten Gewässern umgeben war. Da die dichtere Bebauung hinter diesem Grüngürtel erst nach Mitte des 19. Jahrhunderts erfolgte, erhielt die Stadt zu dieser Zeit den Titel „Gartenstadt“.
Bis zur Errichtung eines städtischen Abwassernetzes in der zweiten Hälfte des 19. Jahrhunderts wurden die Regenabwässer der Straßen, die im näheren Bereich der Königsallee lagen, in den Stadtgraben abgeleitet. Nach 1874 erfolgte abschnittsweise der Umschluss in das neue Abwassersystem für die Abwässer, die bisher aus dem östlichen Straßenbereichen bis zur Oststraße angefallen waren.
Wie bei allen Stadtteichen musste auch der Stadtgraben und die zugehörigen Schutzgitter im Düsselzu- und -Abfluss regelmäßig gereinigt und entschlammt werden. Weiterhin waren die Uferbereiche gelegentlich zu überarbeiten. Ab Ende der ersten Hälfte des 19. Jahrhunderts sind entsprechende Kosten in den Etatdaten der Stadt Düsseldorf auch für diesen Bereich angeführt.
Bis Anfang des 20. Jahrhunderts wurden für alle Stadtteiche einschließlich des Stadtgrabens jährlich die Rechte für den Fischfang versteigert. Weiterhin gab es für die Stadtteiche einschließlich des Stadtgrabens eine „Städtische Ordnungsvorschrift“, nach der im Winter bei ausreichender Kälte, das Eislaufen polizeilich erlaubt wurde.

## Sonstiges

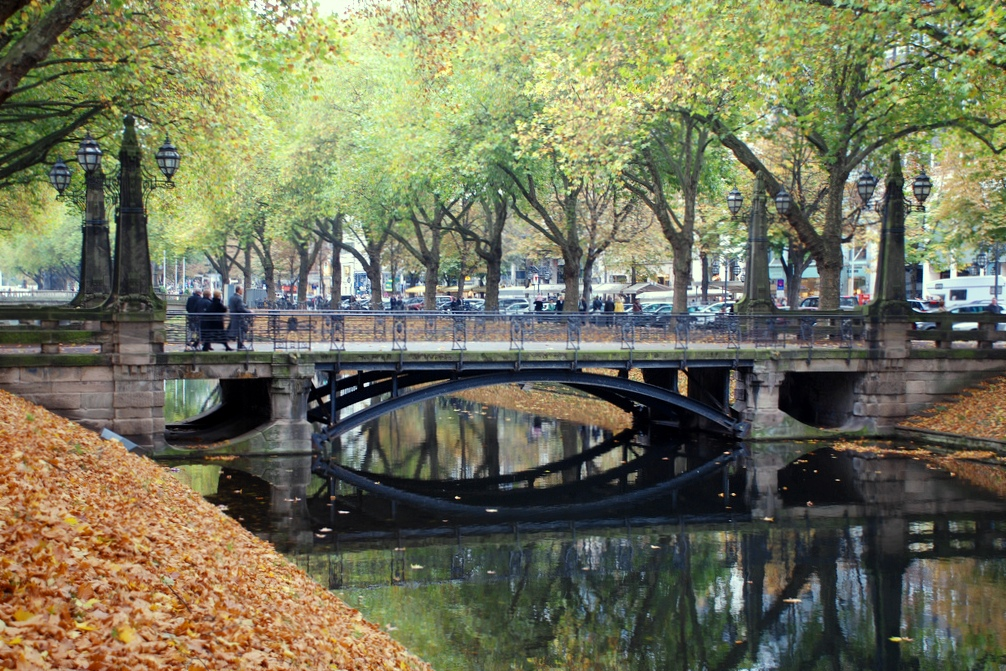
Girardet-Brücke in der Königsallee

Da sich der Stadtgraben mit über einem halben Kilometer Länge über weite Bereiche der Ostseite von der alten Kernstadt erstreckte, waren für den Zu- und Abgang zur Stadt einige Brücken erforderlich. Für den Anschluss der östlichen Gebiete mit der alten Kernstadt wurde bereits 1807 die erste Brücke über den Stadtgraben gebaut, die 1897 wieder abgerissen und durch einen Neubau ersetzt wurde. Diese lag am östlichen Ende der Benrather Straße von der Carlstadt. Bereits vor der Anlegung des Stadtgrabens war in diesem Bereich, seit die Carlstadt angelegt worden war, eine einfache Holzbrücke vorhanden gewesen. Diese überspannte den Wassergraben, der vor der Josephusbastei lag und einen Zugang zum Umland aus der Stadt über die Benrather Straße ermöglichte.
Weiter nördlich wurde um 1811 eine zweite Brücke in Höhe der Königsstraße geplant und gebaut. Der Bau dieser zweiten Brücke konnte erst einige Jahre nach der ersten erfolgen. Grund hierfür war, dass drei Jahre für den Rückbau der Bastion benötigt wurde, die im Bereich des späteren Wilhelm-Marx-Hauses gelegen hatte und deren Reste den Zugang zum Stadtgraben versperrten. Für den Bau dieser Brücke wurden neben städtischen Geldern auch private Gelder der Stadtbewohner über eine Klassenlotterie aufgebracht.
Beide Brücken erhielten Zollhäuschen, über die eine städtische Akzise für die Anlieferung von Waren für die Märkte in der Stadt erhoben wurde. Diese Zollhäuschen übernahmen die Funktion, die bis dahin das um 1810 abgebrochene Flinger Tor hatte. Nach dessen Abbruch war das dortige Zollhaus noch für die Einziehung der Akzise bis zum Bau der zweiten Brücke stehen geblieben. Neben diesen beiden Brücken, die auch für die Benutzung von Fuhrwerken breit genug waren, wurde 1905 bei der Erschließung des ehemaligen Exerzierplatzes neben der Verlängerung der Kanalstraße auch eine Fußgängerbrücke in Höhe der Bastionstraße errichtet.

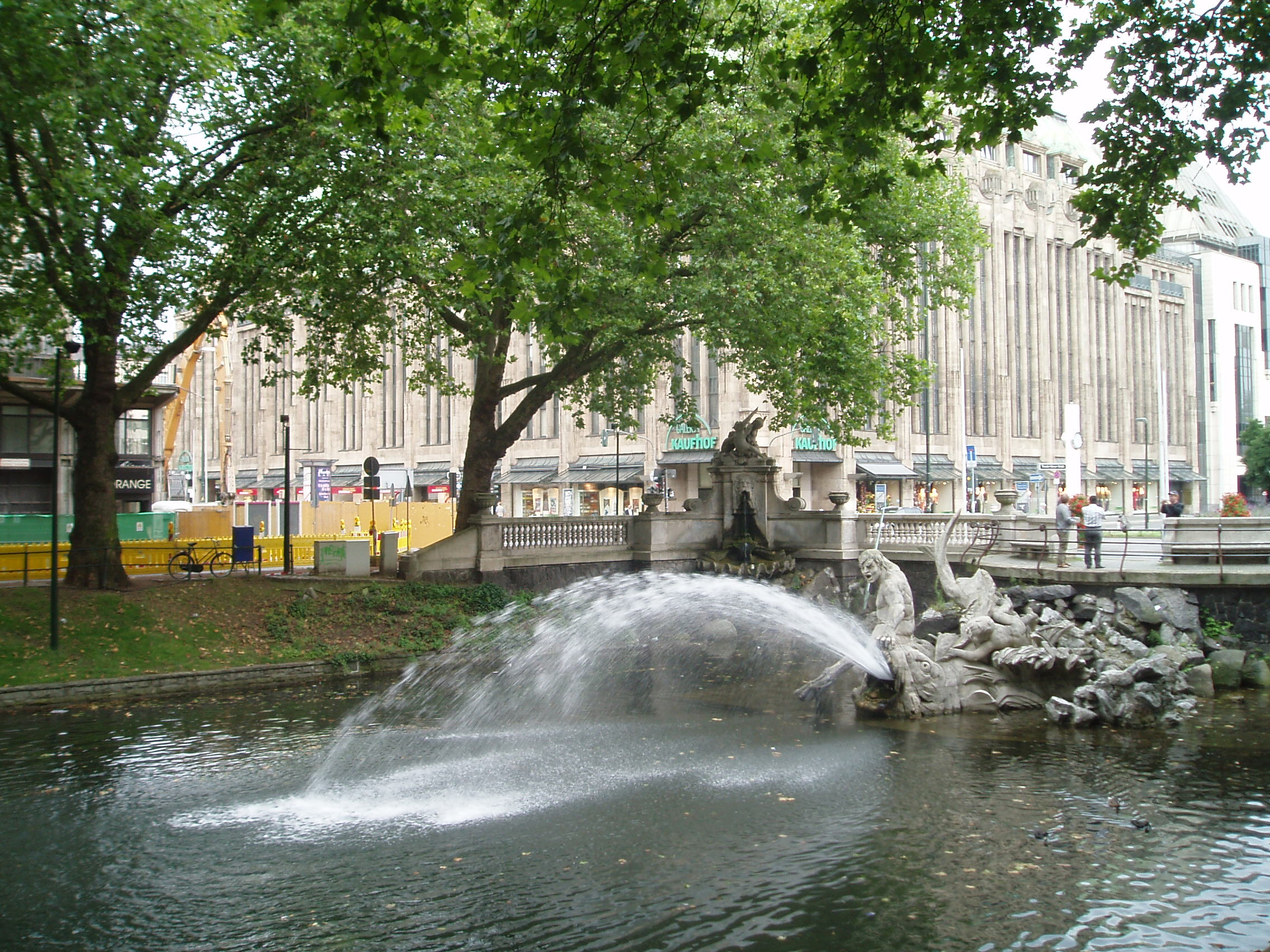
Tritonenbrunnen

Die ersten beiden Brücken waren einfache Bauwerke ohne jedes schmückende Beiwerk. Bereits 1861/62 wurde die einfache Brücke in Höhe der Königsstraße durch eine neue ersetzt. Diese neue Brücke erhielt je zwei schmückende Türme am Zu- und Abgang, mit denen danach auch die beiden anderen Brücken versehen wurden. Allerdings war dieser zweite Vorläufer der aktuellen „Girardet-Brücke“, benannt nach dem Verlagshaus Girardet, bereits Anfang des 20. Jahrhunderts wieder baufällig und wurde 1906 erneuert. An den Baukosten mussten sich die Anwohner auf der Grabenstraße (aktueller Name: Trinkausstraße) mit 18.000,- Mark beteiligen. Der Bildhauer August Bauer übernahm die künstlerische Gestaltung an der steinernen Brückenkonstruktion mit unterschiedlichen Wasserspeiern.
Das nördliche Ende des Stadtgrabens wurde von 1898 bis 1902 architektonisch aufwendig umgestaltet. Die Kosten hierfür wurden weitgehend vom „Düsseldorfer Verschönerungsverein“ aufgebracht. Besonders bemerkenswert ist neben der Balustrade der vom Bildhauer Friedrich Coubillier geschaffene vorgelagerte Tritonenbrunnen.

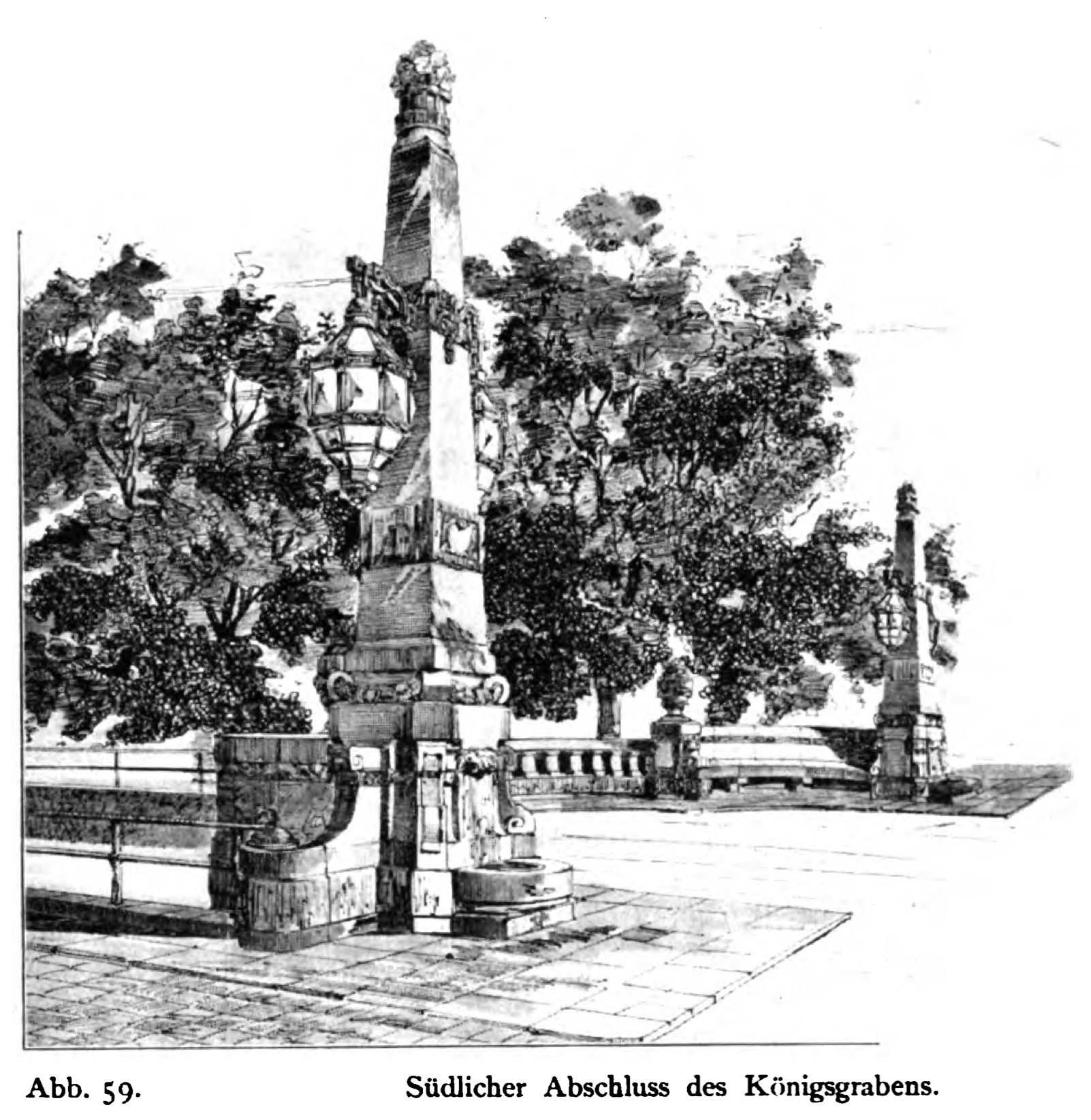
Südlicher Abschluss des Stadtgrabens, Zeichnung

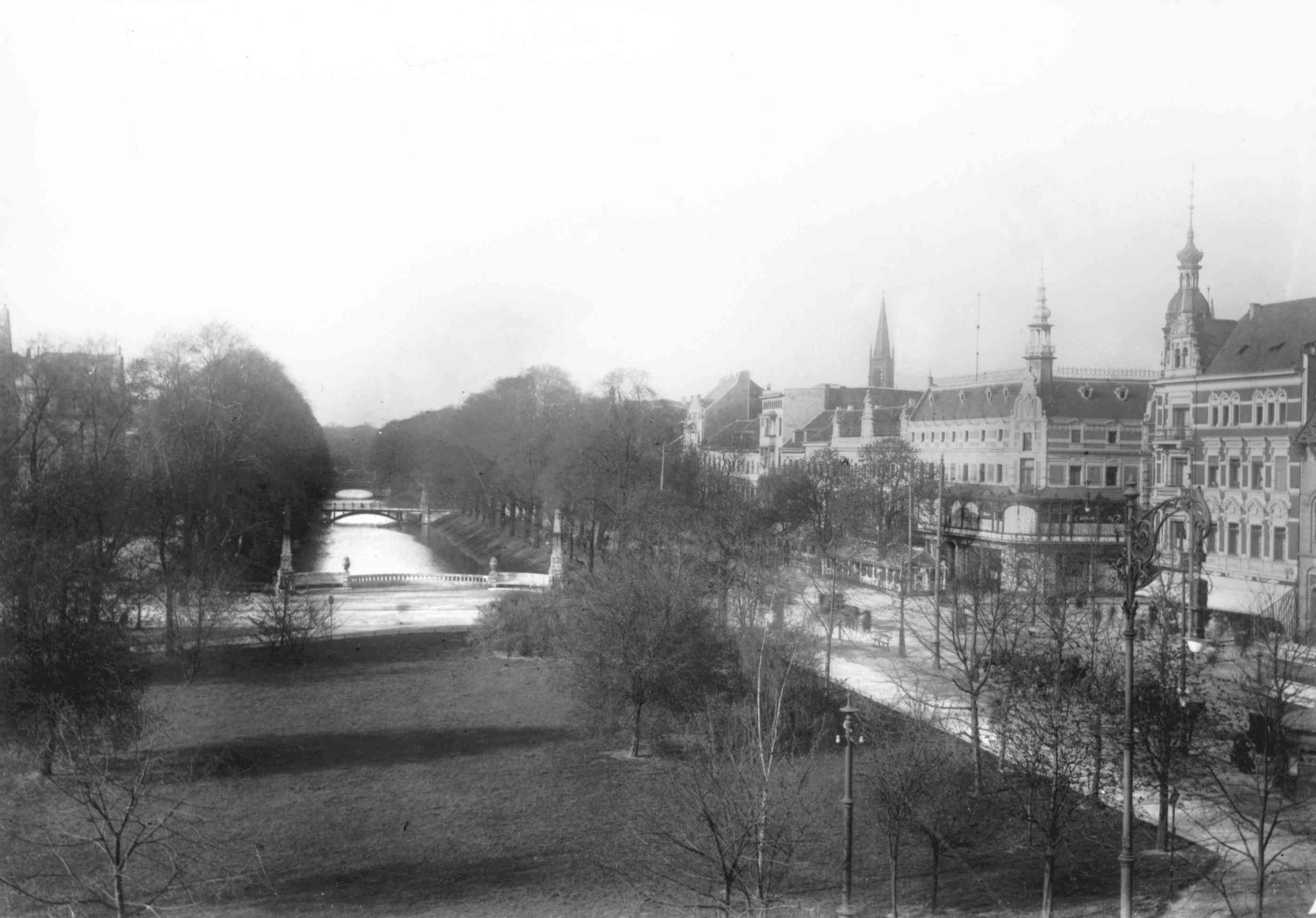
Südlicher Abschluss des Stadtgrabens, Foto von Julius Söhn, 1910er Jahre

Den Wettbewerb des Verschönerungsvereins um den südlichen Abschluss des Stadtgrabens gewann der Henkel-Hausarchitekt Walter Furthmann im Jahr 1903. Im Grundriss sind es drei aneinander gereihte Bögen. Mittig eine Steinbrüstungen, rechts und links davon eingebaute Bänke und je zum Abschluss ein Lichtträger in Form eines Obelisken. Das Steinmaterial ist fränkischer Sandstein und die Beleuchtungskörper sind aus Galvanobronze. Davor steht seit den 1960er Jahren der Bergische Löwe des Bildhauers Philipp Harth.
Durch Bodensenkungen drohte Anfang der 1920er Jahre die gemauerte südliche Endkonstruktion des Stadtgrabens einzustürzen. Sie wurde deshalb teilweise abgebrochen und erneuert.

## Nach 1945
Im Krieg wurden die Düker, über die die Wasserversorgung der Landskrone und des Stadtgrabens mit Wasser aus der Düssel erfolgt, zerstört. Beide Gewässer konnten bis zur Wiederherstellung der Düker 1949 nicht mit Wasser versorgt werden und lagen deshalb weitgehend „trocken“. Zusätzlich waren die nördliche Balustrade mit dem Tritonenbrunnen sowie alle drei Brücken des Stadtgrabens beschädigt. Bis 1951 wurden diese Kriegsschäden behoben.
Für den stark angewachsenen Autoverkehr ab Ende der 1950er Jahre war die bisherige Brücke in Höhe der Benrather Straße zu schmal. Nach einer mehrere Jahre dauernden Planungsphase ab Anfang 1960 wurde die alte Brücke durch einen Neubau ersetzt. Die Freigabe für den Verkehr über die neue Brücke erfolgte am 1. September 1965.
Am 24. Oktober 1994 wurde als „Gesamtanlage“ die Königsallee mit Stadtgraben einschließlich der drei Brücken, dem Tritonenbrunnen sowie dem Graf-Adolf-Platz und dem Corneliusplatz in die Denkmalliste der Stadt Düsseldorf aufgenommen.